# Caper in the Castro
Caper in the Castro es un videojuego de misterio y asesinato desarrollado por C.M. Ralph y lanzado en 1989. Es el primer juego de computadora conocido que se enfoca en temas LGBT. El juego se lanzó originalmente para computadoras Mac y se distribuyó gratuitamente mediante Bulletin Board System (sistemas de tablones de anuncios) como careware para recaudar fondos para la pandemia de VIH/sida.

## Modo de juego
Caper in the Castro es un juego de point-and-click para un solo jugador. El jugador asume el papel de Tracker McDyke, una detective privada lesbiana, que debe encontrar a su amiga y drag queen, Tessy LaFemme, quien se encuentra secuestrada. Para lograr esto, el jugador examina varios lugares en Castro Street para buscar información sobre la desaparición de LaFemme. El escenario se basa en el barrio históricamente gay de San Francisco, el Castro.

## Desarrollo e historia
Caper in the Castro se desarrolló con la HyperCard de Mac y el archivo de descripción original del juego dice que se creó en el transcurso de 6 meses. C.M. Ralph ha declarado que trabajaron en él fuera de su trabajo de tiempo completo en Silicon Valley. En entrevistas, mencionaron que se inspiraron para crear el juego para poder retribuir a la comunidad LGBT.

En 1988 me mudé del sur de California (detrás de la cortina naranja) al Área de la Bahía de San Francisco. Estaba tan impresionado y agradecido por la libertad de la comunidad LBGT aquí en comparación con lo que había vivido en SoCal. Quería retribuir a la comunidad y también crear una forma de recaudar dinero para organizaciones de ayuda a enfermos de SIDA.
C.M. Ralph, Entrevista en Paste.

Ralph hizo el juego como charityware (material de caridad) y pidió a la gente que donara a una organización benéfica contra el SIDA de su elección en lugar de pagar por el juego. De esta forma, fue uno de los únicos juegos de las décadas de 1980 y 1990 que hacía referencia directa al VIH/SIDA. El juego se distribuyó gratuitamente a través de sistemas de tableros de anuncios (Bulletin Board System, BBS), lo que permitió compartir programas e información entre computadoras a través de líneas telefónicas. Estos sistemas proporcionaron una manera para que diversas comunidades se conectaran en red fácilmente. El juego se compartió específicamente en el BBS LGBT.
En 1989, C.M. Ralph lanzó una versión alternativa del juego llamada Murder on Mainstreet para la venta comercial. Esta versión cambió los nombres de los personajes principales y otros detalles para excluir los temas LGBT, de modo que pudieran venderlo a un editor que podría no haber estado interesado en un juego relacionado con temas LGBT. Heizer Software vendió esta versión del juego en catálogos de pedidos por correo.
Entre 2014 y 2017 se pensó que el juego se había perdido porque no quedaban copias conocidas en disquetes, y dado que el juego se distribuyó a través de BBS, era poco probable que hubiera sobrevivido alguna copia. Sin embargo, en 2017, C.M. Ralph encontró disquetes originales de Caper in the Castro y Murder on Mainstreet mientras se mudaba. Adrienne Shaw, directora del Archivo de Videojuegos LGBTQ (LGBTQ Video Game Archive), se acercó a The Strong National Museum of Play para encontrar una manera de acceder a los datos en los disquetes. A partir de ahí, Andrew Borman, curador de juegos digitales de The Strong, ideó una solución para acceder al juego. En 2017, las versiones jugables de Caper in the Castro y Murder on Mainstreet se alojaron en línea a través de Internet Archive. En 2019 el juego se exhibió en el Schwules Museum de Berlín durante Rainbow Arcade, la primera exhibición sobre la historia de los videojuegos LGBTQ.